# Julio César de León
Julio César de León Dailey (Cortés, 13 settembre 1979) è un calciatore honduregno, centrocampista del CD Atlético Junior.
Dal 27 maggio 2007 è cittadino onorario della città di Reggio Calabria.

## Caratteristiche tecniche
Può giocare sia da trequartista che da esterno destro di centrocampo. Il suo piede preferito è il destro.

## Carriera
Arriva in Italia nella stagione 2001-2002. Lo acquista la Reggina, con la quale totalizza 2 gol in 29 presenze e una promozione in A.
L'anno successivo in serie A con la Reggina timbrerà il cartellino per 10 volte vista anche la presenza di altri due fantasisti come Francesco Cozza e Shunsuke Nakamura.
Nella stagione 2003-2004 inizia con la Reggina (10 presenze ed una rete) ma nel calciomercato invernale viene ceduto temporaneamente alla Fiorentina, nella serie cadetta, dove non ha però migliore fortuna.
Nel campionato 2004-2005 si trasferisce al Catanzaro (in Serie B), dove realizza una rete nel derby con il Crotone in 7 presenze. A gennaio passa in prestito alla Sambenedettese (in Serie C1), con cui totalizza 16 presenze e 8 gol.
Nel 2005-2006 indossa la maglia del Teramo, in Serie C1, dove mette a segno 4 gol in 12 apparizioni, dopo essere stato fino al mercato di gennaio all'Avellino, in Serie B (12 presenze e un gol), trovando però poco spazio.
Nell'estate 2006 fa ritorno nella massima serie con la Reggina.
Nel gennaio 2007 è acquistato dal Genoa, in Serie B, per 3 milioni di euro. In Liguria gioca mezza stagione in B ed una stagione in massima serie.
Il 6 luglio 2008 si trasferisce a Parma a titolo definitivo, dove nell'unico anno segna 6 gol.
Il 28 agosto 2009 passa in prestito al Torino in Serie B.
Tornato al Parma per fine prestito, viene ceduto a titolo definitivo allo Shandong Luneng. dove vincerà il campionato di massima serie cinese.
Passa al Motagua in Honduras dove disputa il campionato di Clausura.
Nell'estate 2012 ritorna in Italia, e viene acquistato dal Messina, militante in Serie D firmando un accordo fino al 30 giugno 2013 con opzione per il secondo. Il 23 luglio 2012 avviene la presentazione ufficiale allo stadio San Filippo. Il 27 novembre successivo, rescinde il contratto che lo legava alla società peloritana. Dal 2013 è tornato in Honduras dove ha firmato per il Club Deportivo Platense. Dopo un'esperienza biennale nel CSD Municipal, nel 2016 firma negli USA per il Miami United, squadra militante nella National Premier Soccer League, dove sceglie la maglia numero 37 ed indossa la fascia di capitano.

## Statistiche

### Presenze e reti nei club
Statistiche aggiornate al 3 novembre 2016
| Stagione               | Squadra                | Campionato             | Campionato | Campionato | Coppe nazionali | Coppe nazionali | Coppe nazionali | Coppe continentali | Coppe continentali | Coppe continentali | Altre coppe | Altre coppe | Altre coppe | Totale | Totale |
| Stagione               | Squadra                | Comp                   | Pres       | Reti       | Comp            | Pres            | Reti            | Comp               | Pres               | Reti               | Comp        | Pres        | Reti        | Pres   | Reti   |
| ---------------------- | ---------------------- | ---------------------- | ---------- | ---------- | --------------- | --------------- | --------------- | ------------------ | ------------------ | ------------------ | ----------- | ----------- | ----------- | ------ | ------ |
| 1996-1997              | Platense               | LN                     | 14         | 2          | CH              | 2               | 2               | -                  | -                  | -                  | -           | -           | -           | 16     | 4      |
| 1997-1998              | Platense               | LN                     | 21         | 4          | CH              | 3               | 1               | CCL                | 6                  | 5                  | SH          | 1           | 0           | 31     | 10     |
| 1998-1999              | Platense               | LN                     | 19         | 7          | -               | -               | -               | -                  | -                  | -                  | SH          | 1           | 0           | 20     | 7      |
| 1999-2000              | Platense               | LN                     | 21         | 5          | -               | -               | -               | -                  | -                  | -                  | -           | -           | -           | 21     | 5      |
| Totale Platense        | Totale Platense        | Totale Platense        | 74         | 18         |                 | 5               | 3               |                    | 6                  | 5                  |             | 2           | 0           | 87     | 26     |
| 2000-gen. 2001         | Atlético Celaya        | LN                     | 0          | 0          | -               | -               | -               | -                  | -                  | -                  | -           | -           | -           | 0      | 0      |
| gen.-giu. 2001         | Dep. Maldonado         | PD                     | 12         | 3          | CEP             | -               | -               | -                  | -                  | -                  | -           | -           | -           | 12     | 3      |
| 2001-2002              | Reggina                | B                      | 29         | 2          | CI              | 2               | 1               | -                  | -                  | -                  | -           | -           | -           | 31     | 3      |
| 2002-2003              | Reggina                | A                      | 10         | 0          | CI              | 3               | 0               | -                  | -                  | -                  | -           | -           | -           | 13     | 0      |
| 2003-gen. 2004         | Reggina                | A                      | 10         | 1          | CI              | 3               | 3               | -                  | -                  | -                  | -           | -           | -           | 13     | 4      |
| gen.-giu. 2004         | Fiorentina             | B                      | 4          | 0          | CI              | -               | -               | -                  | -                  | -                  | -           | -           | -           | 4      | 0      |
| 2004-gen. 2005         | Catanzaro              | B                      | 7          | 1          | CI              | 1               | 0               | -                  | -                  | -                  | -           | -           | -           | 8      | 1      |
| gen.-giu. 2005         | Sambenedettese         | C1                     | 16+2       | 8+0        | CI-C            | -               | -               | -                  | -                  | -                  | -           | -           | -           | 18     | 8      |
| 2005-gen. 2006         | Avellino               | B                      | 12         | 1          | CI              | 1               | 0               | -                  | -                  | -                  | -           | -           | -           | 13     | 1      |
| gen.-giu. 2006         | Teramo                 | C1                     | 12         | 4          | CI+CI-C         | -+2             | -+1             | -                  | -                  | -                  | -           | -           | -           | 14     | 5      |
| 2006-gen. 2007         | Reggina                | A                      | 16         | 2          | CI              | 3               | 1               | -                  | -                  | -                  | -           | -           | -           | 19     | 3      |
| Totale Reggina         | Totale Reggina         | Totale Reggina         | 65         | 5          |                 | 11              | 5               |                    |                    |                    | -           | -           | -           | 76     | 10     |
| gen.-giu. 2007         | Genoa                  | B                      | 21         | 4          | CI              | -               | -               | -                  | -                  | -                  | -           | -           | -           | 21     | 4      |
| 2007-2008              | Genoa                  | A                      | 29         | 4          | CI              | 2               | 0               | -                  | -                  | -                  | -           | -           | -           | 31     | 4      |
| Totale Genoa           | Totale Genoa           | Totale Genoa           | 50         | 8          |                 | 2               | 0               |                    |                    |                    | -           | -           | -           | 52     | 8      |
| 2008-2009              | Parma                  | B                      | 32         | 6          | CI              | 1               | 0               | -                  | -                  | -                  | -           | -           | -           | 33     | 6      |
| 2009-2010              | Torino                 | B                      | 21         | 3          | CI              | 0               | 0               | -                  | -                  | -                  | -           | -           | -           | 21     | 3      |
| 2010                   | Shandong Taishan       | CSL                    | 10         | 4          | -               | -               | -               | ACL                | 4                  | 2                  | -           | -           | -           | 14     | 6      |
| 2011                   | Shandong Taishan       | CSL                    | 13         | 1          | CC              | 2               | 1               | ACL                | 0                  | 0                  | -           | -           | -           | 15     | 2      |
| Totale Shandong Luneng | Totale Shandong Luneng | Totale Shandong Luneng | 23         | 5          |                 | 2               | 1               |                    | 4                  | 2                  | -           | -           | -           | 29     | 8      |
| 2011-2012              | Club Deportivo Motagua | A                      | 13         | 2          | -               | -               | -               | CCL                | 6                  | 1                  | -           | -           | -           | 19     | 3      |
| lug.-nov. 2012         | Messina                | D                      | 6          | 1          | CI-D            | 1               | 0               | -                  | -                  | -                  | -           | -           | -           | 7      | 1      |
| gen.-giu. 2013         | Real Sociedad          | A                      | 13         | 2          | -               | -               | -               | -                  | -                  | -                  | -           | -           | -           | 13     | 2      |
| 2013-gen. 2014         | Platense               | A                      | 18         | 12         | -               | -               | -               | -                  | -                  | -                  | -           | -           | -           | 18     | 12     |
| Totale Platense        | Totale Platense        | Totale Platense        | 92         | 30         |                 | 5               | 3               |                    | 6                  | 5                  |             | 2           | 0           | 105    | 38     |
| gen.-giu. 2014         | CSD Municipal          | LN                     | 13         | 1          | -               | -               | -               | -                  | -                  | -                  | -           | -           | -           | 13     | 1      |
| 2014-2015              | Platense               | A                      | 22         | 11         | CH              | 5               | 5               | -                  | -                  | -                  | -           | -           | -           | 27     | 16     |
| 2015-2016              | Platense               | A                      | 13         | 6          | CH              | 2               | 0               | -                  | -                  | -                  | -           | -           | -           | 15     | 6      |
| Totale Platense        | Totale Platense        | Totale Platense        | 127        | 47         |                 | 12              | 8               |                    | 6                  | 5                  |             | 2           | 0           | 147    | 60     |
| 2016                   | Miami United           | NPSL                   | 11         | 9          | -               | -               | -               | -                  | -                  | -                  | -           | -           | -           | 11     | 9      |
| Totale                 | Totale                 | Totale                 | 430+2      | 105        |                 | 35              | 15              |                    | 16                 | 8                  |             | 2           | 0           | 485    | 128    |

### Cronologia presenze e reti in nazionale
| Cronologia completa delle presenze e delle reti in nazionale ― Honduras | Cronologia completa delle presenze e delle reti in nazionale ― Honduras | Cronologia completa delle presenze e delle reti in nazionale ― Honduras | Cronologia completa delle presenze e delle reti in nazionale ― Honduras | Cronologia completa delle presenze e delle reti in nazionale ― Honduras | Cronologia completa delle presenze e delle reti in nazionale ― Honduras | Cronologia completa delle presenze e delle reti in nazionale ― Honduras | Cronologia completa delle presenze e delle reti in nazionale ― Honduras |
| Data                                                                    | Città                                                                   | In casa                                                                 | Risultato                                                               | Ospiti                                                                  | Competizione                                                            | Reti                                                                    | Note                                                                    |
| ----------------------------------------------------------------------- | ----------------------------------------------------------------------- | ----------------------------------------------------------------------- | ----------------------------------------------------------------------- | ----------------------------------------------------------------------- | ----------------------------------------------------------------------- | ----------------------------------------------------------------------- | ----------------------------------------------------------------------- |
| 21-5-1999                                                               | Miami Gardens                                                           | Haiti                                                                   | 0 – 2                                                                   | Honduras                                                                | Amichevole                                                              | -                                                                       | Ingresso                                                                |
| 10-11-1999                                                              | Città del Guatemala                                                     | Guatemala                                                               | 1 – 1                                                                   | Honduras                                                                | Amichevole                                                              | -                                                                       |                                                                         |
| 17-11-1999                                                              | Tegucigalpa                                                             | Honduras                                                                | 3 – 2                                                                   | Trinidad e Tobago                                                       | Amichevole                                                              | -                                                                       | Ingresso                                                                |
| 1-12-1999                                                               | Lima                                                                    | Perù                                                                    | 0 – 0                                                                   | Honduras                                                                | Amichevole                                                              | -                                                                       | 61’                                                                     |
| 16-12-1999                                                              | San Pedro Sula                                                          | Honduras                                                                | 7 – 1                                                                   | Zambia                                                                  | Amichevole                                                              | 1                                                                       |                                                                         |
| 29-12-1999                                                              | Alajuela                                                                | Costa Rica                                                              | 1 – 1                                                                   | Honduras                                                                | Amichevole                                                              | -                                                                       |                                                                         |
| 9-2-2000                                                                | San Pedro Sula                                                          | Honduras                                                                | 5 – 1                                                                   | El Salvador                                                             | Amichevole                                                              | -                                                                       | Ingresso · Ammonizione                                                  |
| 14-2-2000                                                               | Miami                                                                   | Giamaica                                                                | 0 – 2                                                                   | Honduras                                                                | Gold Cup 2000 - 1º turno                                                | -                                                                       | 46’                                                                     |
| 16-2-2000                                                               | Miami                                                                   | Honduras                                                                | 2 – 0                                                                   | Colombia                                                                | Gold Cup 2000 - 1º turno                                                | -                                                                       | 88’                                                                     |
| 4-3-2000                                                                | San Pedro Sula                                                          | Honduras                                                                | 3 – 0                                                                   | Nicaragua                                                               | Qual. Mondiali 2002                                                     | -                                                                       | 72’                                                                     |
| 8-3-2000                                                                | Quito                                                                   | Ecuador                                                                 | 1 – 3                                                                   | Honduras                                                                | Amichevole                                                              | -                                                                       | 89’                                                                     |
| 22-3-2000                                                               | Santiago del Cile                                                       | Cile                                                                    | 5 – 2                                                                   | Honduras                                                                | Amichevole                                                              | -                                                                       | 46’                                                                     |
| 2-4-2000                                                                | Panama                                                                  | Panama                                                                  | 1 – 0                                                                   | Honduras                                                                | Qual. Mondiali 2002                                                     | -                                                                       | 55’                                                                     |
| 3-6-2000                                                                | San Pedro Sula                                                          | Honduras                                                                | 4 – 0                                                                   | Haiti                                                                   | Qual. Mondiali 2002                                                     | -                                                                       | 57’                                                                     |
| 17-6-2000                                                               | Port-au-Prince                                                          | Haiti                                                                   | 1 – 3                                                                   | Honduras                                                                | Qual. Mondiali 2002                                                     | 1                                                                       | 75’                                                                     |
| 16-7-2000                                                               | San Salvador                                                            | El Salvador                                                             | 2 – 5                                                                   | Honduras                                                                | Qual. Mondiali 2002                                                     | -                                                                       |                                                                         |
| 23-7-2000                                                               | Kingston                                                                | Giamaica                                                                | 3 – 1                                                                   | Honduras                                                                | Qual. Mondiali 2002                                                     | -                                                                       |                                                                         |
| 26-8-2000                                                               | Tegucigalpa                                                             | Honduras                                                                | 6 – 0                                                                   | Saint Vincent e Grenadine                                               | Qual. Mondiali 2002                                                     | -                                                                       |                                                                         |
| 8-10-2000                                                               | Tegucigalpa                                                             | Honduras                                                                | 1 – 0                                                                   | Giamaica                                                                | Qual. Mondiali 2002                                                     | -                                                                       | 68’                                                                     |
| 28-2-2001                                                               | San José                                                                | Costa Rica                                                              | 2 – 2                                                                   | Honduras                                                                | Qual. Mondiali 2002                                                     | -                                                                       | 65’                                                                     |
| 7-3-2001                                                                | Miami                                                                   | Perù                                                                    | 0 – 0                                                                   | Honduras                                                                | Amichevole                                                              | -                                                                       | 63’                                                                     |
| 21-3-2001                                                               | San Pedro Sula                                                          | Honduras                                                                | 3 – 1                                                                   | Cile                                                                    | Qual. Mondiali 2002                                                     | -                                                                       | 66’                                                                     |
| 28-3-2001                                                               | San Pedro Sula                                                          | Honduras                                                                | 1 – 2                                                                   | Stati Uniti                                                             | Qual. Mondiali 2002                                                     | 1                                                                       | 46’                                                                     |
| 25-4-2001                                                               | Kingston                                                                | Giamaica                                                                | 1 – 1                                                                   | Honduras                                                                | Qual. Mondiali 2002                                                     | -                                                                       | 63’ 65’                                                                 |
| 16-6-2001                                                               | Port of Spain                                                           | Trinidad e Tobago                                                       | 2 – 4                                                                   | Honduras                                                                | Qual. Mondiali 2002                                                     | -                                                                       | 89’                                                                     |
| 20-6-2001                                                               | San Pedro Sula                                                          | Honduras                                                                | 3 – 1                                                                   | Messico                                                                 | Qual. Mondiali 2002                                                     | -                                                                       | 76’ 78’                                                                 |
| 16-7-2001                                                               | Medellín                                                                | Honduras                                                                | 2 – 0                                                                   | Bolivia                                                                 | Coppa America 2001 - 1º turno                                           | -                                                                       |                                                                         |
| 19-7-2001                                                               | Medellín                                                                | Honduras                                                                | 1 – 0                                                                   | Uruguay                                                                 | Coppa America 2001 - 1º turno                                           | -                                                                       | 89’                                                                     |
| 23-7-2001                                                               | Manizales                                                               | Brasile                                                                 | 0 – 2                                                                   | Honduras                                                                | Coppa America 2001 - Quarti di finale                                   | -                                                                       | 88’                                                                     |
| 26-7-2001                                                               | Manizales                                                               | Colombia                                                                | 2 – 0                                                                   | Honduras                                                                | Coppa America 2001 - Semifinale                                         | -                                                                       | 28’                                                                     |
| 1-9-2001                                                                | Washington                                                              | Stati Uniti                                                             | 2 – 3                                                                   | Honduras                                                                | Qual. Mondiali 2002                                                     | -                                                                       |                                                                         |
| 5-9-2001                                                                | Tegucigalpa                                                             | Honduras                                                                | 1 – 0                                                                   | Giamaica                                                                | Qual. Mondiali 2002                                                     | -                                                                       | 90+3’                                                                   |
| 7-10-2001                                                               | San Pedro Sula                                                          | Honduras                                                                | 0 – 1                                                                   | Trinidad e Tobago                                                       | Qual. Mondiali 2002                                                     | -                                                                       | 25’                                                                     |
| 11-11-2001                                                              | Città del Messico                                                       | Messico                                                                 | 3 – 0                                                                   | Honduras                                                                | Qual. Mondiali 2002                                                     | -                                                                       | 58’                                                                     |
| 12-2-2002                                                               | Hong Kong                                                               | Honduras                                                                | 5 – 1                                                                   | Slovenia                                                                | Lunar New Year Cup 2002 - Semifinale                                    | -                                                                       |                                                                         |
| 15-2-2002                                                               | Hong Kong                                                               | Hong Kong League XI                                                     | 0 – 1                                                                   | Honduras                                                                | Lunar New Year Cup 2002 - Finale                                        | -                                                                       |                                                                         |
| 11-2-2003                                                               | Panama                                                                  | Nicaragua                                                               | 0 – 2                                                                   | Honduras                                                                | Coppa delle nazioni UNCAF 2003 - Girone finale                          | 1                                                                       | 80’                                                                     |
| 15-2-2003                                                               | Colón                                                                   | Honduras                                                                | 0 – 1                                                                   | El Salvador                                                             | Coppa delle nazioni UNCAF 2003 - Girone finale                          | -                                                                       |                                                                         |
| 18-2-2003                                                               | Panama                                                                  | Panama                                                                  | 1 – 1                                                                   | Honduras                                                                | Coppa delle nazioni UNCAF 2003 - Girone finale                          | -                                                                       |                                                                         |
| 20-2-2003                                                               | Panama                                                                  | Costa Rica                                                              | 1 – 0                                                                   | Honduras                                                                | Coppa delle nazioni UNCAF 2003 - Girone finale                          | -                                                                       | 69’                                                                     |
| 23-2-2003                                                               | Panama                                                                  | Guatemala                                                               | 2 – 1                                                                   | Honduras                                                                | Coppa delle nazioni UNCAF 2003 - Girone finale                          | -                                                                       | 54’                                                                     |
| 22-6-2003                                                               | Carson                                                                  | Guatemala                                                               | 1 – 2                                                                   | Honduras                                                                | Amichevole                                                              | -                                                                       | 67’                                                                     |
| 29-6-2003                                                               | San Pedro Sula                                                          | Honduras                                                                | 1 – 1                                                                   | El Salvador                                                             | Amichevole                                                              | -                                                                       | 46’                                                                     |
| 15-7-2003                                                               | Città del Messico                                                       | Honduras                                                                | 1 – 2                                                                   | Brasile                                                                 | Gold Cup 2003 - 1º turno                                                | 1                                                                       |                                                                         |
| 17-7-2003                                                               | Città del Messico                                                       | Messico                                                                 | 0 – 0                                                                   | Honduras                                                                | Gold Cup 2003 - 1º turno                                                | -                                                                       | 89’                                                                     |
| 18-2-2004                                                               | Tegucigalpa                                                             | Honduras                                                                | 1 – 1                                                                   | Colombia                                                                | Amichevole                                                              | 1                                                                       | 56’                                                                     |
| 28-4-2004                                                               | Fort Lauderdale                                                         | Honduras                                                                | 1 – 1                                                                   | Ecuador                                                                 | Amichevole                                                              | -                                                                       | Uscita                                                                  |
| 13-6-2004                                                               | Willemstad                                                              | Antille Olandesi                                                        | 1 – 2                                                                   | Honduras                                                                | Qual. Mondiali 2006                                                     | -                                                                       | 81’                                                                     |
| 20-6-2004                                                               | San Pedro Sula                                                          | Honduras                                                                | 4 – 0                                                                   | Antille Olandesi                                                        | Qual. Mondiali 2006                                                     | -                                                                       | 72’                                                                     |
| 19-8-2004                                                               | Alajuela                                                                | Costa Rica                                                              | 2 – 5                                                                   | Honduras                                                                | Qual. Mondiali 2006                                                     | 1                                                                       |                                                                         |
| 5-9-2004                                                                | Edmonton                                                                | Canada                                                                  | 1 – 1                                                                   | Honduras                                                                | Qual. Mondiali 2006                                                     | -                                                                       | 85’                                                                     |
| 9-9-2004                                                                | San Pedro Sula                                                          | Honduras                                                                | 2 – 2                                                                   | Guatemala                                                               | Qual. Mondiali 2006                                                     | -                                                                       | 86’                                                                     |
| 9-10-2004                                                               | San Pedro Sula                                                          | Honduras                                                                | 1 – 1                                                                   | Canada                                                                  | Qual. Mondiali 2006                                                     | -                                                                       |                                                                         |
| 13-10-2004                                                              | Città del Guatemala                                                     | Guatemala                                                               | 1 – 0                                                                   | Honduras                                                                | Qual. Mondiali 2006                                                     | -                                                                       | 40’ 76’                                                                 |
| 6-9-2006                                                                | Tegucigalpa                                                             | Honduras                                                                | 2 – 0                                                                   | El Salvador                                                             | Amichevole                                                              | -                                                                       | 68’                                                                     |
| 7-10-2006                                                               | Fort Lauderdale                                                         | Honduras                                                                | 3 – 2                                                                   | Guatemala                                                               | Amichevole                                                              | 1                                                                       |                                                                         |
| 14-6-2007                                                               | Houston                                                                 | Cuba                                                                    | 0 – 5                                                                   | Honduras                                                                | Gold Cup 2007 - 1º turno                                                | -                                                                       | 66’                                                                     |
| 18-6-2007                                                               | Houston                                                                 | Honduras                                                                | 1 – 2                                                                   | Guadalupa                                                               | Gold Cup 2007 - Quarti di finale                                        | -                                                                       | 46’                                                                     |
| 9-9-2007                                                                | Hartford                                                                | Costa Rica                                                              | 0 – 0                                                                   | Honduras                                                                | Amichevole                                                              | -                                                                       | 69’                                                                     |
| 12-9-2007                                                               | San Pedro Sula                                                          | Honduras                                                                | 2 – 1                                                                   | Ecuador                                                                 | Amichevole                                                              | 1                                                                       | 86’                                                                     |
| 14-10-2007                                                              | Tegucigalpa                                                             | Honduras                                                                | 1 – 0                                                                   | Panama                                                                  | Amichevole                                                              | -                                                                       |                                                                         |
| 26-3-2008                                                               | Fort Lauderdale                                                         | Colombia                                                                | 1 – 2                                                                   | Honduras                                                                | Amichevole                                                              | -                                                                       | 89’                                                                     |
| 30-5-2008                                                               | Fort Lauderdale                                                         | Venezuela                                                               | 1 – 1                                                                   | Honduras                                                                | Amichevole                                                              | -                                                                       | 58’                                                                     |
| 4-6-2008                                                                | San Pedro Sula                                                          | Honduras                                                                | 4 – 0                                                                   | Porto Rico                                                              | Qual. Mondiali 2010                                                     | 1                                                                       | 25’                                                                     |
| 7-6-2008                                                                | La Ceiba                                                                | Honduras                                                                | 3 – 1                                                                   | Haiti                                                                   | Amichevole                                                              | -                                                                       | 46’                                                                     |
| 14-6-2008                                                               | Bayamón                                                                 | Porto Rico                                                              | 2 – 2                                                                   | Honduras                                                                | Qual. Mondiali 2010                                                     | -                                                                       | 79’                                                                     |
| 20-8-2008                                                               | Città del Messico                                                       | Messico                                                                 | 2 – 1                                                                   | Honduras                                                                | Qual. Mondiali 2010                                                     | 1                                                                       | 85’                                                                     |
| 28-3-2009                                                               | Port of Spain                                                           | Trinidad e Tobago                                                       | 1 – 1                                                                   | Honduras                                                                | Qual. Mondiali 2010                                                     | -                                                                       |                                                                         |
| 1-4-2009                                                                | San Pedro Sula                                                          | Honduras                                                                | 3 – 1                                                                   | Messico                                                                 | Qual. Mondiali 2010                                                     | -                                                                       | 20’ 90’                                                                 |
| 10-6-2009                                                               | San Pedro Sula                                                          | Honduras                                                                | 1 – 0                                                                   | El Salvador                                                             | Qual. Mondiali 2010                                                     | -                                                                       | 19’ 86’                                                                 |
| 12-8-2009                                                               | San Pedro Sula                                                          | Honduras                                                                | 4 – 0                                                                   | Costa Rica                                                              | Qual. Mondiali 2010                                                     | -                                                                       | 60’                                                                     |
| 9-9-2009                                                                | Città del Messico                                                       | Messico                                                                 | 1 – 0                                                                   | Honduras                                                                | Qual. Mondiali 2010                                                     | -                                                                       | 71’                                                                     |
| 10-10-2009                                                              | San Pedro Sula                                                          | Honduras                                                                | 2 – 3                                                                   | Stati Uniti                                                             | Qual. Mondiali 2010                                                     | 2                                                                       | 79’                                                                     |
| 14-10-2009                                                              | San Salvador                                                            | El Salvador                                                             | 0 – 1                                                                   | Honduras                                                                | Qual. Mondiali 2010                                                     | -                                                                       |                                                                         |
| 3-3-2010                                                                | Istanbul                                                                | Turchia                                                                 | 2 – 0                                                                   | Honduras                                                                | Amichevole                                                              | -                                                                       | 46’                                                                     |
| 27-5-2010                                                               | Villaco                                                                 | Bielorussia                                                             | 2 – 2                                                                   | Honduras                                                                | Amichevole                                                              | 1                                                                       | 83’                                                                     |
| 2-6-2010                                                                | Zell am See                                                             | Azerbaigian                                                             | 0 – 0                                                                   | Honduras                                                                | Amichevole                                                              | -                                                                       | 68’                                                                     |
| 5-6-2010                                                                | Sankt Veit an der Glan                                                  | Romania                                                                 | 3 – 0                                                                   | Honduras                                                                | Amichevole                                                              | -                                                                       | 59’                                                                     |
| 18-12-2010                                                              | San Pedro Sula                                                          | Honduras                                                                | 2 – 1                                                                   | Panama                                                                  | Amichevole                                                              | -                                                                       |                                                                         |
| 25-3-2011                                                               | Seul                                                                    | Corea del Sud                                                           | 4 – 0                                                                   | Honduras                                                                | Amichevole                                                              | -                                                                       | 86’                                                                     |
| 29-3-2011                                                               | Wuhan                                                                   | Cina                                                                    | 3 – 0                                                                   | Honduras                                                                | Amichevole                                                              | -                                                                       | 59’                                                                     |
| 8-10-2011                                                               | Miami Gardens                                                           | Stati Uniti                                                             | 1 – 0                                                                   | Honduras                                                                | Amichevole                                                              | -                                                                       | 70’                                                                     |
| 11-10-2011                                                              | La Ceiba                                                                | Honduras                                                                | 2 – 1                                                                   | Giamaica                                                                | Amichevole                                                              | -                                                                       | 88’                                                                     |
| 14-11-2011                                                              | San Pedro Sula                                                          | Honduras                                                                | 2 – 0                                                                   | Serbia                                                                  | Amichevole                                                              | -                                                                       | 64’                                                                     |
| Totale                                                                  |                                                                         | Presenze                                                                | 84                                                                      |                                                                         | Reti                                                                    | 14                                                                      |                                                                         |

## Palmarès

### Club

#### Competizioni nazionali
- Campionato cinese: 1

Shandong Luneng: 2010
- Coppa dell'Honduras: 2

Platense: 1996-1997, 1997-1998